# Озерське (Польща)
Озерське (пол. Ozierskie) — село в Польщі, у гміні Кринки Сокульського повіту Підляського воєводства.
Населення — 2 особи (2011).
У 1975—1998 роках село належало до Білостоцького воєводства.

## Демографія
Демографічна структура станом на 31 березня 2011 року:
|          | Загалом | Допрацездатний вік | Працездатний вік | Постпрацездатний вік |
| -------- | ------- | ------------------ | ---------------- | -------------------- |
| Чоловіки | 1       | 0                  | 1                | 0                    |
| Жінки    | 1       | 0                  | 1                | 0                    |
| Разом    | 2       | 0                  | 2                | 0                    |